# Nothing,Nowhere
Джозеф Эдвард «Джо» Мулерин — музыкант и певец, известный под псевдонимом nothing,nowhere. 
Несмотря на то, что музыка nothing,nowhere. была полностью написана самим Джо, он состоит в группе с друзьями, которые выступают с ним на концертах под именем nothing,nowhere. Группа гастролировала в качестве поддержки для групп Real Friends, Tiny Moving Parts, Thrice и La Dispute в различных турах.

## История
Страсть Джо к музыке появилась, когда Джо было 12 лет. Его двоюродный брат одолжил ему свою гитару, на которой он делал каверы на популярные песни в стиле эмо. Он не гордится этим и в интервью сказал: «Если это звучит ужасно, я могу заверить вас, что это так и было» (англ. «If that sounds terrible to those reading this, I can assure you that it was»).
В 2015 году Джо начал загружать свои песни на SoundCloud под именем never,forever.. В июне того же года он выпускает свой дебютный альбом The Nothing,Nowhere LP на Bandcamp. После релиза двух EP, Bummer и Who Are You?, записанного на пару с продюсером Oilcolor,  которые являют собой размышления Джо об окружающих его людях и произошедших ситуациях, знакомых многим. 20 октября 2017 года он выпускает дебютный альбом Reaper, базированный на гитарном эмо-рэпе,  газета New York Times назвала релиз «одним из самых многообещающих поп-альбомов года». Музыкальный критик Jon Caramanica поставил его на первое место своего топа 2017 года.
16 февраля 2018 года подтвердилось, что nothing,nowhere. присоединился к музыкальному лейблу Fueled By Ramen со своим клипом к песне «Ruiner», которая стала титульной для одноименного альбома, вышедшего 13 апреля 2018 года.
В марте 2018 года nothing,nowhere. гастролировал по США с эмо-рэперами Jay Vee, Shinigami и Lil Lotus. С 19 октября по 9 ноября 2018 года nothing,nowhere. гастролировал по Европе.
20 и 21 августа 2019 года выступил с концертами в Санкт-Петербурге и Москве.
В 2021 году записал совместный трек «Catching Fire» с Sum 41. 29 апреля 2021 года вышел трек группы Stand Atlantic, «Deathwish», записанный вместе с nothing,nowhere. 

## Личная жизнь
Джо вырос в Фоксборо, штат Массачусетс и проводил летние каникулы в Hyde Park в Вермонте. Он учился в Igo Elementary School и Ahern Middle School, после чего поступил в Foxborough High School на факультет компьютерного дизайна.
Джо, будучи первокурсником, никогда не курил, не употреблял наркотики и алкоголь, после чего присоединился к субкультуре Straight edge. С июля 2017 года он жертвует часть своего заработка организации The Trust for Public Land. 
В 2017 году он переезжает в Вермонт.
До того, как начать делать музыку, Джо был увлечен кинопроизводством. Будучи студентом Burlington College в Вермонте, он принимает участие в съемках короткометражки Watcher, которая выигрывает Vermont International Film Festival. В 2013 году он участвует в 66-м Каннском кинофестивале во Франции в составе Creative Mind Group с фильмом One Day, который выигрывает три награды.
Джо не считает себя выдающимся музыкантом, о чем говорит в своих песнях: «Not a material man, I got a mic, two guitars and a dream in my hands». На его странице в SoundCloud в 2016 году описание гласило «Не придавайте мне значения», в 2018 оно изменилось на «WHO CARES». Это подтверждает и его комментарий.

## Дискография
Альбомы
| Название                | Детали                                                                            |
| ----------------------- | --------------------------------------------------------------------------------- |
| the nothing,nowhere. LP | - Представлен: 30 июня 2015 года                                                  |
| Reaper                  | - Представлен: 20 октября 2017 года - Форматы: CD, Цифровой - Лейбл: DCD2 Records |
| Ruiner                  | - Представлен: 13 апреля, 2018 года - Форматы: Цифровой - Лейбл: Fueled by Ramen  |
| Trauma Factory          | - Представлен: 19 февраля, 2021 года - Форматы: Цифровой - Лейбл: Fueled by Ramen |
| VOID ETERNAL            | - Представлен: 31 марта, 2023 года - Форматы: Цифровой - Лейбл: Fueled by Ramen   |

Мини-альбомы
| Название        | Детали                                                                                    |
| --------------- | ----------------------------------------------------------------------------------------- |
| Bummer          | - Представлен: 22 октября 2015 года - Форматы: Кассета, Цифровой - Лейбл: Synergy Records |
| Who Are You?    | - Представлен: 23 января 2016 года - Форматы: Кассета, Цифровой - Лейбл: Synergy Records  |
| Bloodlust       | - Представлен: 29 сентября 2019 года - Форматы: Цифровой - Лейбл: Fueled by Ramen         |
| one takes vol.1 | - Представлен: 10 июля 2020 года - Форматы: Цифровой - Лейбл: Fueled by Ramen             |

## Клипы
| Название                                          | Год  | Альбом                  |
| ------------------------------------------------- | ---- | ----------------------- |
| don't mind me                                     | 2015 | The nothing,nowhere. LP |
| poor posture                                      | 2015 | The nothing,nowhere. LP |
| i've been doing well                              | 2015 | Bummer                  |
| i'm sorry, i'm trying                             | 2015 | Сингл                   |
| deadbeat valentine                                | 2016 | Сингл                   |
| letdown                                           | 2016 | Сингл                   |
| clarity in kerosene                               | 2017 | Reaper                  |
| hopes up                                          | 2017 | Reaper                  |
| skully                                            | 2017 | Reaper                  |
| REM                                               | 2017 | Reaper                  |
| waster                                            | 2018 | Ruiner                  |
| ruiner                                            | 2018 | Ruiner                  |
| hammer                                            | 2018 | Ruiner                  |
| rejecter                                          | 2018 | Ruiner                  |
| dread                                             | 2018 | Сингл                   |
| destruction                                       | 2019 | Bloodlust               |
| nightmare                                         | 2020 | Trauma Factory          |
| death                                             | 2020 | Trauma Factory          |
| lights (4444)                                     | 2020 | Trauma Factory          |
| pretend                                           | 2020 | Trauma Factory          |
| blood (feat. KennyHoopla & JUDGE)                 | 2020 | Trauma Factory          |
| pieces of you                                     | 2021 | Сингл                   |
| Sledgehammerr                                     | 2022 | Сингл                   |
| MEMORY_FRACTURE                                   | 2022 | Void Eternal            |
| M1SERY_SYNDROME (Ft. Buddy Nielsen)               | 2022 | Void Eternal            |
| CYAN1DE (Ft. Pete Wentz)                          | 2022 | Void Eternal            |
| THIRST4VIOLENCE (Ft. Freddie Dredd & Silverstein) | 2023 | Void Eternal            |